# Dữu Đạo Liên
Dữu Đạo Liên (chữ Hán: 庾道怜, ? - 366), là hoàng hậu dưới thời Tấn Phế Đế, vị hoàng đế thứ 11 của nhà Tấn trong lịch sử Trung Quốc.

## Tiểu sử
Dữu Đạo Liên xuất thân trong một gia đình vọng tộc, quê ở huyện Yên Lăng, quận Dĩnh Xuyên. Phụ thân của bà là Dữu Băng (庾冰), anh trai của Thái hậu Dữu Văn Quân, vợ Tấn Minh Đế và mẹ của hai vua Tấn Thành Đế và Tấn Khang Đế. Đến khi trưởng thành, Dữu Đạo Liên được gả cho Đông Hải vương Tư Mã Dịch, con trai của Tấn Thành Đế.
Năm 365, Tư Mã Dịch đăng quang, tức Tấn Phế Đế, đã xuống chiếu sắc phong bà làm Hoàng hậu. Sang năm sau (366), Dữu Đạo Liên qua đời, không rõ bao nhiêu tuổi. Bà được truy phong làm Hiếu hoàng hậu (孝皇后), an táng ở Kính Bình lăng (敬平陵).
Về sau, tướng Hoàn Ôn phế đế, biếm đế là Hải Tây công và đày đến Ngô huyện, lại cho biếm bà làm Hải Tây công phu nhân (海西公夫人). Năm 386, Phế Đế qua đời, Dữu Đạo Liên bị cải táng đến Ngô Lăng cùng Phế Đế.